# Lubeck Challenger 2002
Il Lubeck Challenger 2002 è stato un torneo di tennis facente parte della categoria ATP Challenger Series nell'ambito dell'ATP Challenger Series 2002. Il torneo si è giocato a Lubecca in Germania dal 28 gennaio al 3 febbraio 2002 su campi in sintetico indoor.

## Vincitori

### Singolare
Raemon Sluiter ha battuto in finale  Alexander Popp che si è ritirato sul punteggio di 6–2, 3-0

### Doppio
Grégory Carraz /  Nicolas Mahut hanno battuto in finale  Yves Allegro /  Denis Golovanov con il punteggio di 4–6, 7–6(7), 6–1